# A Night in the Town
A Night in the Town er en amerikansk stumfilm fra 1913 af Phillips Smalley.

## Medvirkende
- Pearl White
- Chester Barnett